# لويد هيوز
لويد هيوز (بالإنجليزية: Lloyd Hughes)‏ (و. 1897 – 1958 م) هو ممثل، من الولايات المتحدة الأمريكية، ولد في بيسبي، توفي في سان غابريل، لوس أنجليس، كاليفورنيا، عن عمر يناهز 61 عاماً.

## وصلات خارجية
- لويد هيوز على موقع IMDb (الإنجليزية)
- لويد هيوز على موقع ألو سيني (الفرنسية)
- لويد هيوز على موقع أول موفي (الإنجليزية)
- لويد هيوز على موقع قاعدة بيانات برودواي على الإنترنت (الإنجليزية)
- لويد هيوز على موقع قاعدة بيانات الأفلام السويدية (السويدية)
- لويد هيوز على موقع قاعدة بيانات الفيلم (الإنجليزية)
- لويد هيوز على موقع كينوبويسك (الروسية)